# وادي الفرش
وادي الفرش هو واد في تهامة بلاد بلقرن في العرضيات يسيل من جبل سيال الأسفل باتجاه الغرب حتى يرفد وادي يبة، وعليه قرى الفرش لقبيلة عمارة بلقرن وقد اشتهروا به حتى سموا أهل الفرش.